# Laura Barriales
Laura Barriales (León, 18 settembre 1982) è un'attrice, modella e showgirl spagnola naturalizzata svizzera.

## Biografia
Inizia la carriera come modella e poi si fa conoscere diventando protagonista di diversi spot pubblicitari, in particolar modo di lingerie, ma anche per alcune campagne tra le quali quella di Helena Rubinstein, KIKO, Nolita, Oxxy Jeans, Verdiani e Vodafone.
Nel 2006 debutta in televisione (con le showgirls Pamela Camassa e Natalia Bush) come valletta di Carlo Conti nella trasmissione di Rai 1 I raccomandati. Sempre nel 2006, conduce con Daniele Interrante il programma musicale CD Live Estate su Rai 2, Shake It su SKY Show ed è fra gli inviati speciali per la trasmissione Oltremoda su Rai 1.
Nel 2007 partecipa alla prima edizione dello show-comedy Buona la prima, interpretando il personaggio di Laura, la vicina spagnola di Ale e Franz. In seguito si è occupata della rubrica "artisti in vetrina", all'interno del programma Matinèe ed è stata valletta a Controcampo - Diritto di replica, trasmissione condotta da Alberto Brandi.
Nel 2009 co-conduce con Nicola Savino il programma comico di Rai 2 Scorie e affianca Amadeus alla conduzione di altri due programmi: Venice Music Awards e Mezzogiorno in famiglia, quest'ultimo fino al 2014.
Nel 2010 è una delle interpreti protagoniste della fiction di Rai 1 Capri 3, ed è opinionista nella trasmissione di Rai 1 Notti mondiali, condotta da Paola Ferrari, in diretta da piazza di Siena a Roma. Sempre nel 2010 ha interpretato un ruolo nel film corale Maschi contro femmine e ha condotto DivinAmalfi, programma andato in onda su Rai 2 in una sola serata, con Savino Zaba.
Nella primavera 2011 è stata tra i concorrenti del talent show Lasciami cantare!, programma condotto da Carlo Conti. L'anno successivo ha preso parte alla nona edizione del reality show L'isola dei famosi come opinionista, ed ha presentato su Rai 2 Italia Coast2Coast, con il Trio Medusa.
Per la radio, conduce dal 16 settembre 2013 al fianco di Max Giusti la quarta stagione di Radio 2 SuperMax. Nel 2014 conduce il Festival Show tour musicale itinerante nelle piazze del Veneto. Nell'estate 2014 diventa presentatrice di JTV, canale a pagamento della Juventus Football Club. Nel 2018 partecipa come concorrente alla seconda edizione di Celebrity MasterChef Italia (Sky Uno).

## Vita privata
Nel luglio 2017 sposa Fabio Cattaneo, imprenditore ticinese e amministratore delegato di un'azienda vinicola. Il 30 ottobre 2018 nasce a Sorengo la loro prima figlia, Melania. Nel giugno del 2021 nasce il secondogenito Romeo.

## Televisione
- I raccomandati (Rai 1, 2006) Valletta
- CD Live Estate (Rai 2, 2006) Conduttrice
- Shake it (Sky Show, 2006) Conduttrice
- Oltremoda (Rai 1, 2006) Inviata
- Buona la prima (Italia 1, 2007) Comica
- Matinée (Rai 2, 2007)
- Controcampo - Diritto di replica (Italia 1, 2007-2008) Valletta
- Scorie (Rai 2, 2009) Co-conduttrice
- Venice Music Awards (Rai 2, 2009-2014) Valletta
- Mezzogiorno in famiglia (Rai 2, 2009-2014) Conduttrice
- DivinAmalfi (Rai 2, 2010) Conduttrice
- Notti mondiali (Rai 1, 2010) Opinionista
- Lasciami cantare! (Rai 1, 2011) Concorrente
- L'isola dei famosi (Rai 2, 2012) Opinionista
- Italia Coast2Coast (Rai 2, 2012) Conduttrice
- In Casa Napoli (PiuEnne, 2014) Conduttrice
- Festival Show (Vero Capri/Antenna Tre Nordest, 2014) Conduttrice
- Celebrity MasterChef Italia (Sky Uno, 2018) Concorrente
- Ogni mattina (TV8, 2020-2021) Opinionista
- Ripartire dopo il Covid - Storie di Sport (Sky Sport, 2020) Conduttrice
- Premio Gentleman Fair Play 2022 (Mediaset Infinity, 2022) Conduttrice
- N'Doha Nem (RSI, 2022) Opinionista

## Altre attività

### Cinema
- 2010 - Maschi contro femmine

### Fiction
- 2010 - Capri 3
- 2015-2017 - Squadra mobile, 22 episodi
- 2016 - Baciato dal sole

### Radio
- Radio 2 SuperMax, con Max Giusti - Rai Radio 2